# Wuhan Center
Das Wuhan Center (chinesisch 武汉中心, Pinyin Wǔhàn Zhōngxīn) ist ein Wolkenkratzer im Stadtbezirk Wuchang der Stadt Wuhan (Provinz Hubei, Volksrepublik China).
Das Konzept des von dem Architekturbüro ECADI geplanten Wolkenkratzers wurde bereits im Jahr 2008 der Öffentlichkeit vorgestellt. Die Bauarbeiten begannen 2011 und wurden 2019 nach einigen Verzögerungen abgeschlossen. Das Gebäude hat eine Höhe von 88 Stockwerken und 443 Meter und ist damit das höchste Gebäude in Wuhan. Im unteren Bereich sind Büros eingerichtet, während die oberen Etagen mit einem Hotel belegt sind.